# 방나

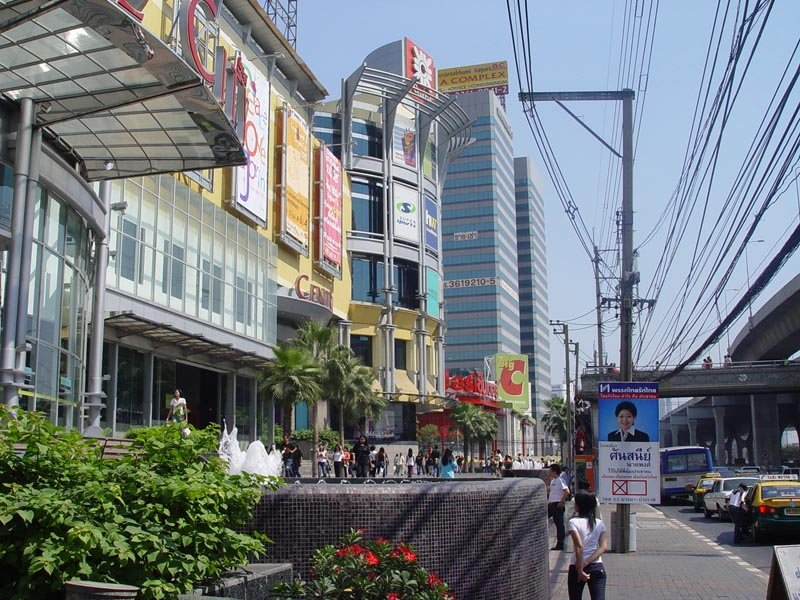

방나(บางนา)는 방콕의 행정 구역이다. 이 지역의 총 인구 수는 2017년 기준으로 90,852명이다. 인구 밀도는 4,835.38km2이다.

## 역사
방나는 한때 프라카농의 하위 지역이었다. 1998년 3월 6일에 별도의 구역이 되었다.
방나(Bang Na)라는 이름은 "벼농사가 있는 곳"을 의미하는데, 이는 전근대 시대에 이 근처에 점재했던 번성한 논에 대한 찬사인 것으로 비쳐진다.

## 행정 구역
| 1. | Bang Na Nuea | บางนาเหนือ |
| 2. | Bang Na Tai  | บางนาใต้   |